# United States Army Reserve

Wappen der United States Army Reserve

Die Heeresreserve der Vereinigten Staaten (englisch United States Army Reserve, abgekürzt USAR) ist die bundesweite Reservekomponente des Heeres der Vereinigten Staaten. Sie bildet zusammen mit der Army National Guard die Reservekomponente der United States Army. Sie wurde 1908 gegründet, ursprünglich um eine Reserve an ausgebildeten Sanitätern und Feldärzten bereitzuhalten.
Soldaten der Army Reserve üben ihren Dienst nur auf Teilzeitbasis aus, im Gegensatz zu den Vollzeitsoldaten des Berufsheeres. Das Training der Reservesoldaten findet, wie bei der Nationalgarde, an einem Wochenende im Monat und an zwei aufeinanderfolgenden Wochen im Jahr statt. Viele Reservisten dienen in Verbänden, die ausschließlich aus ihresgleichen bestehen, während andere punktuell bestehende Einheiten der US Army verstärken.
Im Jahr 2020 betrug die Zahl der Army Reserve-Angehörigen 180.000 Männer und Frauen.
Altersgrenze für den Eintritt in die Army Reserve ist seit März 2005 das 39. Lebensjahr, für Personen mit Arabischkenntnissen das 41. Ältestes Mitglied bisher war Dashiell Hammett, der als 50-Jähriger während des Zweiten Weltkriegs auf den Aleuten Dienst versah.

## Verpflichtung
Grundsätzlich verpflichten sich Soldaten in der US-Army freiwillig für eine Gesamtdienstzeit von acht Jahren, die sich aus der Dienstzeit in einer aktiven Einheiten und in der Reserve zusammensetzt. Die aktive Dienstzeit kann dabei zwischen zwei und sechs Jahre bei der Erstverpflichtung betragen, die Regel sind vier Jahre, die später aber auf Antrag und bei Bedarf verlängert werden können. Nach Ablauf der vertraglich aktiven Dienstzeit werden die Soldaten der Army Reserve zugeordnet. Aufgrund der Ausbildung während der aktiven Dienstzeit ist dazu meist keine weitere Ausbildung notwendig. Die Dienstzeit in der Reserve findet mit oder ohne Inübunghaltung statt und kann freiwillig verlängert werden, um zum Beispiel über einen verlängerten Dienst in der Reserve einen Pensionsanspruch zu erhalten.
Die zweite Möglichkeit ist eine freiwillige Verpflichtung zum ausschließlichen Dienst in der Army Reserve, ohne eine Dienstzeit in aktiven Truppenteilen zu absolvieren. Grundsätzlich stehen alle Verwendungsmöglichkeiten der Streitkräfte auch für Reservisten offen, wobei es manche nur in der Army Reserve und manche auch in der Nationalgarde des Heers gibt. Die Ausbildung wird grundsätzlich mit aktiven Soldaten an Ausbildungseinrichtungen der aktiven Streitkräfte gemeinsam absolviert. Man befindet sich in einen besonderen aktiven Status (englisch Initial Active Duty for Training), hat die gleichen Rechte und Pflichten wie ein aktiver Soldat und die gleiche Besoldung. Bei langwierigen Ausbildungen wie Kampfmittelbeseitiger oder Helikopterpilot kann dieser Status mehrere Jahre dauern. Mit Abschluss der Ausbildung wird man zur Reserveeinheit versetzt und führt seine regelmäßigen Übungen durch und geht ansonsten im Regelfall einer zivilen Beschäftigung nach.

## Kategorie
Kategorie des Inübungsstatus sind:
- Selected Reserve sind Soldaten dieser Einheiten, die der Inübunghaltung unterliegen. Dabei sind die Drilling Reserve bei der Reservekomponenten der Army und Individual Mobilization Augmentees bei aktiven Einheiten der Streitkräfte zugeordnet. Die regelmäßige Inübunghaltung bedeutet mindestens ein Wochenende pro Monat und zwei Wochen pro Jahr. Ausgewiesene Reservisten wie Piloten haben aber eine höhere Übungsverpflichtung, um die Fähigkeiten in ihrer Verwendung zu erhalten.[4]
- Individual Ready Reserve sind Reservisten, die keiner Pflicht zur Inübunghaltung unterliegen. Oft sind dies ehemalige aktive Soldaten nach ihrer Militärzeit. Militärdienstpflichtige Angehörige des Reserve Officer Training Corps gehören ebenfalls zu dieser Kategorie. Reservisten, die sich nicht in Übung befinden, müssen sich einmal im Jahr bei ihrem Truppenteil melden.